# 3,4-Metylenodioksymetamfetamina
3,4-Metylenodioksymetamfetamina, MDMA, ecstasy, XTC – organiczny związek chemiczny, drugorzędowa amina, pochodna fenyloetyloaminy. Półsyntetyczna substancja psychoaktywna wykazująca działanie empatogenne, euforyczne i psychodeliczne.

## Otrzymywanie
Typowe, naturalnie występujące prekursory MDMA to safrol, izosafrol i piperonal.
Safrol i izosafrol można wyekstrahować z sasafrasu. Jest wiele metod konwersji safrolu do MDMA, z użyciem różnych odczynników chemicznych. Jeden ze sposobów polega na izomeryzacji safrolu do izosafrolu i utlenieniu go do MDP2P, który następnie poddaje się działaniu metyloaminy i redukuje powstałą iminę. Inna metoda polega na addycji bromowodoru do safrolu, a następnie reakcji produktu z metyloaminą.
W celu otrzymania MDMA z piperonalu, przekształca się go w 3,4-metylenodioksyfenylopropan-2-on (MDP2P), który w wyniku reakcji z metyloaminą i redukcji daje końcowy produkt:

## Działanie
Główne efekty działania MDMA to otwartość, lekkie halucynacje, pobudzenie, euforia, empatia, intensyfikacja odbioru bodźców zewnętrznych, głębsze odczuwanie muzyki i ruchu, czasami zmiana poczucia czasu, często subiektywne uczucie jedności z otaczającym światem, a także wzmocnienie odczuć związanych z dotykiem, co sprawia, że fizyczny kontakt z drugim człowiekiem jest przyjemniejszy.
Efekty uboczne zażywania obejmują: podniesienie ciśnienia, przyspieszenie pulsu, szczękościsk, suchość w ustach.
Doktor chemii Alexander Shulgin uważał, że nawet pojedyncze użycie MDMA może pogłębić więź emocjonalną pomiędzy ludźmi, którzy decydują się na doświadczenie. Do podobnego wniosku doszedł psychiatra George Greer w swoich badaniach z użyciem MDMA pochodzącej z laboratorium Shulgina. Z tego powodu najgłębsze doświadczenia są możliwe jedynie w towarzystwie najlepszych przyjaciół, rodziny czy partnerów, w sprzyjających warunkach.
Następnego dnia po zażyciu MDMA, ze względu na obniżony poziom serotoniny, często pojawia się uczucie silnego zmęczenia, zawroty głowy, mdłości, obniżenie zdolności koncentracji, obniżony nastrój, senność albo drażliwość. Stan może trwać do dwóch dni.
Niektóre testy na obecność amfetaminy oraz metamfetaminy w organizmie mogą dawać wyniki pozytywne po zażyciu MDMA. Wynika to z faktu, że jej główne metabolity są pochodnymi tych substancji.

### Właściwości uzależniające

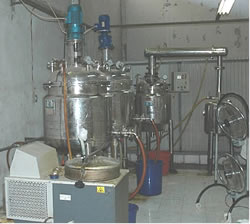
Zdekonspirowana wytwórnia MDMA i metamfetaminy na przemysłowej aparaturze chemicznej w Cikande, Indonezja

Działaniu MDMA, tak jak innych substancji psychoaktywnych będących pochodnymi amfetaminy, towarzyszy uczucie silnej euforii, prawdopodobnie ma wpływ na właściwości uzależniające tego środka. Chęć ponownego przyjęcia może być wzmacniana z uwagi na przykre dolegliwości pojawiające się po pewnym czasie od jego odstawienia. Z kolei zgodnie z wynikami badań Davida Nutta, byłego przewodniczącego brytyjskiej Komisji Doradczej ds. Nadużywania Narkotyków (ACMD), MDMA jest jedną z najmniej groźnych substancji psychoaktywnych. W jego klasyfikacji dwudziestu używek, MDMA zajmuje miejsce osiemnaste, podczas gdy alkohol etylowy piąte.

### Zagrożenia zdrowotne
MDMA może powodować szereg zaburzeń zdrowotnych o różnym nasileniu, do śmierci włącznie. Szybko występuje tolerancja na efekty psychoaktywne, uniemożliwiając osiągnięcie oczekiwanego działania MDMA przy dawce dotychczas efektywnej.
Istnieje duża zmienność osobnicza wrażliwości na MDMA. Zdarzają się przypadki przedawkowania, którym towarzyszą objawy złośliwego zespołu neuroleptycznego (m.in. hipertermia, drgawki i śpiączka) i które mogą skończyć się śmiercią. Szczególnie niebezpieczne jest przyjmowanie MDMA przez osoby cierpiące na choroby układu krążenia (jak choroba niedokrwienna serca, arytmie, nadciśnienie tętnicze). MDMA może wywołać migotanie komór serca także u osób zdrowych.
Innym zaburzeniem, które może zakończyć się śmiercią jest hiponatremia, spowodowana m.in. przyjmowaniem dużych ilości wody i silnym poceniem się. Z kolei hipertermia może być spowodowana zaburzeniem regulacji temperatury w wyniku silnego uwalniania serotoniny pod wpływem MDMA, jednak nie jest ona znacząca bez udziału innych czynników (ok. +0,3 °C po przyjęciu 1,7 mg MDMA na kg masy ciała). Te zaburzenia potęgowane są przez intensywny wysiłek fizyczny (np. taniec), wysoką temperaturę otoczenia i niewłaściwe spożywanie płynów. W rezultacie mogą występować komplikacje takie jak m.in. rabdomioliza i niewydolność nerek. MDMA jest także prawdopodobnie hepatotoksyczna.
MDMA wchodzi w interakcje z inhibitorami monoaminooksydazy (MAOI), efektem może być przełom nadciśnieniowy, zespół serotoninowy, napady padaczkowe, hepatotoksyczność i tachykardia.
Istnieje wiele wykluczających się badań na temat neurotoksyczności i szkodliwości tej aminy. Istnieją doniesienia, że już przyjęcie jednej dawki może spowodować znaczne ubytki pamięci krótko i długotrwałej.

## Farmakodynamika
Działanie MDMA polega głównie na stymulacji wydzielania serotoniny, noradrenaliny i dopaminy wynikającej z działania substancji na receptor związany z resztkowymi aminami 1 (jest jego aktywatorem) i pęcherzykowy transporter monoamin 2 (hamuje go). MDMA jest także substratem transporterów monoamin, takich jak SERT, DAT i NET. Wchodzi do neuronów monoaminergicznych poprzez te przenośniki białkowe, kompetycyjnie hamując wychwyt zwrotny monoamin. MDMA hamuje oba rodzaje pęcherzykowych transporterów monoamin, ale najbardziej istotne klinicznie jest działanie na typ 2, który znajduje się w błonie pęcherzyków synaptycznych.
Inhibicja wspomnianego VMAT2 przez MDMA powoduje zwiększone stężenie neuroprzekaźników (serotonina, noradrenalina, dopamina) w cytozolu neuronu monoaminergicznego. Aktywacja TAAT1 przez MDMA inicjuje szlaki sygnalizacyjne związane z kinazą białkową A i kinazą białkową C, które doprowadzają do fosforylacji powiązanych transporterów monoaminergicznych (DAT, NET, SERT). Fosforylowane transportery mogą zachować się dwojako – może dojść do ich internalizacji lub ich odwrotnego działania (wyrzucania neuroprzekaźnika z cytozolu do szczeliny synaptycznej). To wszystko prowadzi do zwiększenia ilości neuroprzekaźników w synapsie. MDMA ma dziesięciokrotnie większe powinowactwo do transporterów serotoninowych niż do dopaminergicznych i noradrenergicznych, co powoduje, że większość działań tego narkotyku związana jest z układem serotoninergicznym.
Dodatkowo MDMA ma słabą aktywność agonistyczną w stosunku do postsynaptycznych receptorów serotoninowych 5-HT1 i 5-HT2 (większą ma jej metabolit – MDA). Stężenia kortyzolu, prolaktyny i oksytocyny w osoczu są zwiększane przez MDMA.

## Zastosowanie
Niektórzy naukowcy sugerowali, że MDMA może redukować strach wynikający z traumatycznych doświadczeń, przez co mogło być przydatne w psychoterapii. W 1980 roku psychiatra George Greer zsyntetyzował MDMA w laboratorium Alexandra Shulgina i podawał je grupie 80 osób przez następne 5 lat, zanim w 1985 zostało wpisane na listę nielegalnych substancji. W opublikowanej pracy sumującej efekty badań, opisał relacje osób, na których były one przeprowadzane. Osoby te stwierdzały pozytywny wpływ MDMA na ich aberracje psychologiczne, szczególnie na kontakty emocjonalno-intymne. Jeden z pacjentów, cierpiący na nowotwór złośliwy, zauważył, że MDMA znacznie złagodziła ból, przez co poprawiła się jego jakość życia.
W 2001 FDA wydała zgodę na eksperymentalne badania obejmujące podawanie MDMA osobom cierpiącym na zespół stresu pourazowego (PTSD). Podobne badania przeprowadzane są teraz w Szwajcarii i Izraelu. Wcześniej podjęto także próbę leczenia z użyciem MDMA w Hiszpanii, ale władze państwa wycofały swoje pozwolenie. Wszystkie wymienione badania kliniczne finansowane są przez organizację Multidisciplinary Association for Psychedelic Studies (MAPS). Wyniki wstępnych badań potwierdzają, iż MDMA może mieć pozytywny wpływ w leczeniu PTSD.
MDMA została sklasyfikowana do nowej grupy leków określonej mianem empatogenów / entaktogenów.

## Historia
MDMA została pierwszy raz otrzymana w 1912 w niemieckich zakładach farmaceutycznych Merck KGaA. Merck w tym czasie tworzył wiele substancji psychoaktywnych, a MDMA była jedną z nich i nie zwrócono w tym czasie na nią większej uwagi. Po długiej przerwie, w latach 60. Alexander Shulgin ogłosił wyniki swoich badań nad tym związkiem psychoaktywnym. Nazywał go „oknem”. MDMA była często używana przez amerykańskich psychoterapeutów z powodu jej empatycznych właściwości. Pod koniec lat 80. XX wieku, z powodu szerokiego zjawiska pozamedycznego używania, MDMA została wpisana na listę nielegalnych substancji psychoaktywnych.
Używka trafiła najpierw do klubów dla yuppies, potem do klubów gejowskich. Na początku lat 90. stała się popularną używką kultury rave, techno i innej tego typu. Od połowy lat 90. MDMA rozprzestrzeniła się pośród różnych subkultur rozrywkowych.